# Ultima reverență (povestire)
Ultima reverență (în engleză His Last Bow) este una dintre cele 56 povestiri scurte cu Sherlock Holmes ale lui Sir Arthur Conan Doyle și a șaptea povestire din volumul Ultima reverență (respectiv a opta în edițiile americane ale acestui volum). Povestirea este numită și „Un epilog al lui Sherlock Holmes” (în engleză Reminiscensces of Mr. Sherlock Holmes). 
Ea a fost publicată în revista Strand Magazine din septembrie 1917, cu ilustrații de Alfred Gilbert, apoi în volumul "Ultima reverență" (în engleză His Last Bow) editat în anul 1917 de John Murray din Anglia. Povestirea este narată la persoana a III-a și nu de dr. Watson, cum se obișnuise, fiind vorba de o poveste de spionaj, mai degrabă decât de o anchetă polițistă.

## Rezumat
La 2 august 1914, cu două zile înainte de declararea stării de război între Marea Britanie și Imperiul German, Von Bork, un spion german, își petrece seara la locuința sa din sudul Angliei, în compania unui prieten, baronul Von Herling. Von Bork locuia în Anglia de patru ani, ceea ce i-a permis să obțină mai multe documente strategice referitoare la armata britanică, pentru serviciile secrete ale Kaiserului.
El se pregătește să părăsească Anglia, împreună cu vasta sa colecție de informații secrete, adunate în cei patru ani de serviciu. Soția lui și servitorii plecaseră de la Harwich cu o zi înainte, îndreptându-se către Vlissingen (în engleză Flushing) în Olanda, lăsându-l singur, doar cu o menajeră în vârstă pe nume Martha. Von Bork și prietenul său diplomat, baronul von Herling, își discreditează gazdele lor britanice, judecându-le în termeni mai degrabă negativi. Von Herling este impresionat de colecția prietenului său de secrete militare britanice și-i spune lui Von Bork că va fi primit la Berlin ca un erou. Von Bork precizează că el urmează să realizează o ultimă tranzacție, cu informatorul lui irlandezo-american Altamont, care va ajunge în scurt timp. Spionul german crede că Altamont îi va aduce materiale legate de codurile de comunicare ale marinei britanice. 
Informatorul ajunge cu autoturismul și intră în casa lui Von Bork, în timp ce șoferul rămâne să aștepte în mașină. În acest timp, bătrâna menajeră a stins lumina și s-a dus la culcare. Spionul german este încântat să afle că vizitatorul său a adus documentele prețioase cu codurile de comunicare ale marinei britanice. Altamont defăimează seiful lui Von Bork, dar acesta din urmă îi spune cu mândrie spune că nimic nu poate tăia metalul, și că are o încuietoare cu cifru dublu. El îi spune lui Altamont combinația: "august 1914". Irlandezul american insinuează apoi că agenții germani scapă de informatori, atunci când aceștia își termină treaba, numind pe mai mulți dintre ei care au ajuns în închisoare. Neîncrederea lui Altamont în Von Bork este evidentă prin refuzul său de a înmâna pachetul înainte de a-și primi cecul. Von Bork, la rândul său, susține dreptul de a examina documentul înainte de a-i înmâna cecul lui Altamont.
Altamont îi înmânează pachetul, Van Bork îl deschide și găsește înăuntru o carte cu titlul „Practical Handbook of Bee Culture”, un manual practic de creștere a albinelor, în locul documentelor prevăzute. Spionul german nu a apucat să-și dea seama de situație, când informatorul l-a neutralizat folosind un burete îmbibat în cloroform, apoi l-a legat fedeleș. Altamont, se pare, este nimeni altul decât Sherlock Holmes, iar șoferul care l-a adus este, desigur, Dr. Watson. Ambii erau acum mult mai în vârstă decât în perioada lor de glorie. Menajera Marta făcea și ea parte din tabăra lui Holmes: ea copia adresele scrisorilor trimise de Von Bork și în această seară a stins lumina de la fereastra sa pentru a-i da un semnal lui Holmes că spionul era singur în casă și că drumul era liber. 
După ce se retrăsese din activitate în 1897 (după cum fusese anunțat în Cea de-a doua pată) pentru a se dedica apiculturii, Sherlock Holmes a dus o viață retrasă printre albine și cărțile sale la o mică fermă din South Downs. El a scris în acest timp cartea „Practical Handbook of Bee Culture, with Some Observations upon the Segregation of the Queen”, un manual practic de creștere a albinelor, pe care i-o dăduse lui Von Bork în locul documentelor. Holmes consideră această carte o "opera magna a ultimilor mei ani".
Holmes a lucrat la acest caz timp de doi ani, la cererea primului ministru, și a călătorit la Chicago, apoi la Buffalo (unde a intrat într-o societate secretă irlandeză) și în Irlanda (unde a cauzat probleme serioase poliției din Skibbareen), jucând rolul unui irlandez-american, dușman al englezilor. El a intrat astfel în vizorul unui agent al lui Von Bork, fiind infiltrat astfel în rețeaua sa de spionaj. Holmes a identificat apoi canalele de scurgere a informațiilor, prin care secretele britanice ajungeau la germani. Detectivul a furnizat nemților informații false și a fost capabil să determine arestarea altor agenți germani, fără a fi bănuit. 
Ei îl iau pe Von Bork, precum și toate documentele din seif, și se îndreaptă către Scotland Yard, unde sosirea spionului nu va fi la fel de triumfătoare cu cea care l-ar fi așteptat la Berlin.

## Personaje
- Sherlock Holmes
- doctorul Watson
- Von Bork – spion german în Marea Britanie
- Baron von Herling – secretar-șef al Legației Germane în Marea Britanie
- Martha – agentă a lui Holmes, angajată ca menajeră în casa lui Von Bork

## Opinii critice
Povestirea este ultima din serie, din punct de vedere cronologic, deși o colecție următoare (Arhiva lui Sherlock Holmes), formată din povestiri care au acțiunea anterioară aceleia din această povestire, a fost publicată patru ani mai târziu. Referindu-se la iminentul război mondial, Holmes conchide:
„Vine o furtună dinspre est, Watson.”
„Nu cred, Holmes. E foarte cald.”
„Bunul, bătrânul Watson! Ești unicul punct stabil într-o lume care se schimbă. Totuși, vine o furtună dinspre est, o furtună cum Anglia n-a mai îndurat vreodată. Va fi rece și dură, Watson, mulți dintre noi se vor prăbuși sub urgia ei. Dar e o furtună trimisă de Dumnezeu și după ce ea va trece, spre soare va râde un pământ mai curat, mai bun, mai puternic.”
Finul sentiment patriotic din pasajul de mai sus a fost pe larg citat și a fost ulterior folosit în scena finală a filmului Sherlock Holmes and the Voice of Terror (1942), cu Basil Rathbone, a cărui acțiune se petrece în timpul celui de-Al Doilea Război Mondial, deși pasajul este prezentat ca și cum Holmes l-ar fi citat pe Churchill.
Întreaga povestire arată în mod clar poziția lui Conan Doyle față de Primul Război Mondial, aflat în cel de-al treilea an al său la momentul scrierii. Doyle a scria la acel moment o povestire de război și era un susținător puternic al generalului Douglas Haig.

### Povestire cu spioni
Mai mulți critici au contestat meritele "Ultimei reverențe" ca poveste cu spioni, ceea ce este în mod clar (ca și alte povestiri anterioare cu Sherlock Holmes precum "Tratatul naval", "Planurile Bruce-Partington" sau "Cea de-a doua pată".)    
Ralph Edwards, un critic sherlockian veteran, a întrebat: "De ce, în ajunul războiului, Holmes i-a dezvăluit lui von Bork că informațiile sale militare erau eronate?" În același sens, criticul Steve Clarkson, coleg al lui Edwards, a adăugat: "De ce nu a fost arestat Von Bork pentru spionaj? De ce i s-a permis să se întoarcă în Germania, când era evident că el și-ar alerta superiorii că informațiile pe care le-a furnizat erau fără valoare?".
La acestea, Rosemary Michaud a adăugat: "Chiar dacă Von Bork rămânea prizonier, capturarea sa nu ar fi trezit suspiciunea că informațiile pe care le dăduse mai departe nu erau demne de încredere?"
Acești critici par să ia act de acțiunea lui Holmes de a se expune ca agent britanic și de a dezvălui spionului german ce informații furnizate au fost false ("amiralul german s-ar putea să constate că tunurile sunt mai mari decât se aștepta și probabil crucișătoarele sunt o idee mai rapide").
Într-adevăr, judecat după standardele literaturii de spionaj de mai târziu, acțiunea lui Holmes ar părea o gafă inexplicabilă: după ce a petrecut timp și a cheltuit efort pentru a acționa ca agent dublu ale cărui informații erau considerate complet sigure de către germani, Holmes și-a dezvăluit acoperirea fără niciun motiv aparent. El și-ar fi putut păstra cu ușurință deghizarea ca irlandezul Altamont, care i-a servit atât de bine, și să găsească un canal de comunicații cu Von Bork prin care să-i trimită acestuia informații false pe tot parcursul războiului viitor (de exemplu, prin Olanda, care este menționată pe scurt ca o țară neutră convenabilă în război).
Douăzeci de ani mai târziu, superspionul britanic din cel de-al Doilea Război Mondial John Cecil Masterman și-a construi cu migală o rețea extinsă de agenți dubli cunoscută ca Double Cross System, și a intoxicat Germania cu un potop de informații false pe parcursul războiului. După cum a notat în mod repetat în memoriile sale, au fost luate măsuri extreme pentru a păstra mascarada și a evita cel mai mic risc ca un agent dublu să fie fiind accidental demascat.
Conan Doyle, totuși, a lucrat fără cunoașterea intimă a activității de spionaj, pe care scriitorii de mai târziu o vor avea fie din memoriile publicate sau din vasta experiență personală de spionaj a unor scriitori precum Ian Fleming și John le Carré. Povestirile de spionaj erau abia la început. 
Într-o poveste cu detectivi, cititorul se așteaptă ca personajul negativ să fie în final arestat - și în "Ultima reverență" această convenție a fost aplicată la o poveste de spionaj unde ar fi mai bine ca personajul negativ să fie liber, neștiind că el și țara sa au fost păcăliți.

### Context propagandistic
Mai presus de toate, povestirea nu poate fi separat de situația politică de la momentul scrierii sale - 1917, al treilea an al teribilului război, când șovinismul și ura față de nemți s-au răspândit în literatura britanică. 
Conan Doyle a fost implicat în propaganda de razboi încă din timpul Războiului Burilor. Actuala povestire este în mare măsură o operă literară de propagandă a războiului, acest aspect fiind evident mai ales în detaliul deschiderii seifului de către Von Bork la începutul povestirii și lăudând persoana pe care el o consideră a fi agentul său principal:
"Am comandat-o acum patru ani [în 1910] și ce litere și cifre crezi c-am ales? [...] Am ales august pentru cuvânt și 1914 pentru cifre și, iată, a sosit clipa."   
Acest lucru implică faptul că întregul război a fost rezultatul unei agresiuni germane, o agresiune planificată în detaliu cu cel puțin patru ani înainte și efectuată în conformitate cu un calendar strict - o vedere pe care, evident, cititorii lui Doyle din 1917 au fost dispuși să o accepte în mod necritic.
Mai târziu, în povestire, cititorul este invitat să se bucure de înfrângerea și umilirea arogantului german, inclusiv amenințarea că va fi spânzurat de țăranii englezi care vor da mai târziu unui bar denumirea de "La prusacul spânzurat".
De fapt, scopul patriotic și propagandistic al lui Doyle reiese din întreaga povestire. Von Bork ar fi putut să plece nestingherit, în siguranță, încrezăzot în agentul său irlandez, după care Holmes și Watson ar fi râs ei înșiși de prostia lui - cititorul bucurându-se de glumă și simțindu-se asigurat că în prezent, în 1917, Holmes lucra încă din greu la înșelarea inamicului.
- Sus-menționata Rosemary Michaud,[5] precum și Sonia Fetherston[6] au afirmat că povestirea prezintă o imagine negatică a irlandezilor. Ea a fost scrisă la scurt timp după Revolta de Paști din anul 1916 de la Dublin, iar un irlandez ca agent german părea plauzibil - deși, la momentul scrierii, erau mii de soldați irlandezi care luptau cu curaj și își sacrificau viețile pentru statul britanic.

## Adaptări
Această povestire a servit ca sursă de inspirație pentru al 47-lea film cu Sherlock Holmes (filmat în 1923) din seria de filme mute cu Eille Norwood. El este un scurt-metraj alb-negru, regizat de George Ridgwell. Povestirea nu a mai cunoscut nicio altă adaptare cinematografică, acest lucru datorându-se faptului că aici nu este vorba, strict vorbind, de o "anchetă" a detectivului.
- Sherlock Holmes and the Voice of Terror (1942) cu Basil Rathbone ca Sherlock Holmes și Nigel Bruce ca Dr. John H. Watson

## Trivia
- Numele sub acoperire al lui Sherlock Holmes, Altamont, este numele mijlociu al tatălui lui Sir Arthur Conan Doyle, Charles Altamont Doyle.
- Evenimentele care au dus la această povestire, precum și cele ulterioare, au fost descrise în Sherlock Holmes and the Railway Maniac (1994, ISBN 978-0-74-900546-7), de Barrie Roberts. Holmes, retras din activitate, este solicitat de unele companii feroviare pentru a investiga două deraieri teribile de trenuri. Se constată că accidentele și atentatele ulterioare cu bombă au fost tentative de asasinat săvârșite de un terorist care acționa după instrucțiunile lui Von Bork. A fost nevoie de ani întregi de cercetări pentru ca Holmes să se apropie de Von Bork, să-l captureze, apoi să-l interogheze pentru a da de urma teroristului.
- Sfârșitul romanului The Canary Trainer (1993) al lui Nicholas Meyer este legat de acțiunea din "Ultima reverență", iar Edward Grey și H. H. Asquith îl abordează pe Holmes, cerându-i să revină pentru a investiga un om pe nume Von Bork.

## Traduceri în limba română
- Ultima reverență - în volumul "Aventurile lui Sherlock Holmes. Vol IV" (Colecția Adevărul, București, 2010) - traducere de Emilia Oanță
- Ultima reverență - în volumul "Aventurile lui Sherlock Holmes. Vol IV" (Colecția Adevărul, București, 2011) - traducere de Emilia Oanță